# Дрогниц
Дрогниц (њем. Drognitz) општина је у њемачкој савезној држави Тирингија. Једно је од 39 општинских средишта округа Залфелд-Рудолштат. Према процјени из 2010. у општини је живјело 695 становника. Посједује регионалну шифру (AGS) 16073107.

## Географски и демографски подаци
Дрогниц се налази у савезној држави Тирингија у округу Залфелд-Рудолштат. Општина се налази на надморској висини од 510 метара. Површина општине износи 24,0 km². У самом мјесту је, према процјени из 2010. године, живјело 695 становника. Просјечна густина становништва износи 29 становника/km².